# Odessaer Zeitung
Die Odessaer Zeitung war eine deutschsprachige Wochen- und später Tageszeitung, die von 1863 bis 1915 und von 1918/19 in Odessa im Russischen Kaiserreich und in der Ukrainischen Sozialistischen Sowjetrepublik erschienen ist. Sie war bis ins 20. Jahrhundert die einzige deutschsprachige Zeitung im Einzugsgebiet der ländlichen deutschen Siedlungsgebiete im Zarenreich sowie die erste deutschsprachige Wochenzeitung im multikulturellen Odessa. Sie fungierte auch als Sprachrohr der Russlandmennoniten.

## Geschichte
Die Zeitung wurde 1863 von Louis Nietzsche, dem Redakteur des Unterhaltungsblattes für deutsche Ansiedler im südlichen Rußland (1846–1863), J. Unterlauf und Alexander Wald gegründet. Trotz finanzieller Förderung durch die Odessaer Stadtverwaltung und verpflichtender Abonnements durch die Gemeindeämter stellten sich beträchtliche finanzielle Schwierigkeiten ein, da die Odessaer Stadtbevölkerung als einige Leserschaft zu klein war für eine rentable deutschsprachige Wochenzeitung. Als weitere Zielgruppe richtete sich die Zeitung daher mit der neuen, nun wichtigsten Rubrik "Koloniales" an die Kolonisten in Neurussland und der Schwarzmeerregion. Die Odessaer Zeitung erfuhr hierauf eine weite Verbreitung bis in den Kaukasus, das Donau- und Wolgagebiet sowie nach Mittelasien und Sibirien. Sie wurde zum Modell für andere Kolonistenzeitungen, indem sie sich neben Lokalnachrichten und der Veröffentlichung von Anzeigen und landwirtschaftlichen Fragen auch der Vertretung der deutschen Interessen widmete. Hauptanliegen waren die Verbesserung der Bildung der deutschen Siedler und der Widerstand gegen die Russifizierungspolitik. Ab 1877 erschien die Odessaer Zeitung täglich und bot in vier Beilagen u. a. Mitteilungen und Abhandlungen zur Ackerbaukultur. Wie alle deutschsprachigen Zeitungen wurde sie 1915 mit Beginn des Ersten Weltkrieges verboten. 1918/19 erschien sie kurzzeitig unter der Leitung von Otto Corbach, der als Asien- und Russlandkenner bereits Redakteur des Tsingtauer Wochenblattes gewesen war.